# Phygasia marginata
Phygasia marginata es una especie de insecto coleóptero de la familia Chrysomelidae. Fue descrita en 1995 por Medvedev.